# Amt Krakow am See
Urząd Krakow am See (niem. Amt Krakow am See) – niemiecki urząd leżący w kraju związkowym Meklemburgia-Pomorze Przednie, w powiecie Rostock. Siedziba urzędu znajduje się w mieście Krakow am See.
W skład urzędu wchodzi pięć gmin:
1. Dobbin-Linstow
2. Hoppenrade
3. Krakow am See
4. Kuchelmiß
5. Lalendorf

## Zmiany administracyjne
25 maja 2014 do gminy Lalendorf przyłączono gminę Langhagen.